# Annie Duke
Annie Duke, nata Anne LaBarr Lederer (Concord, 13 settembre 1965), è una giocatrice di poker statunitense.

## Biografia
Sorella di Howard Lederer, anch'egli giocatore professionista, ha conseguito due lauree (in Inglese e Psicologia) presso la Columbia University. Terminati gli studi universitari, ha ottenuto una borsa di studio da parte della National Science Foundation al fine di conseguire un PhD in Psicolinguistica presso l'Università della Pennsylvania. Tuttavia nel 1992, poco tempo prima della discussione della tesi, decise di abbandonare gli studi e di dedicarsi esclusivamente al poker.
Sposata con Ben Duke e madre di quattro figli, Annie Duke vanta la vittoria di un braccialetto delle WSOP, centrata alle World Series of Poker 2004 nell'evento $2.000 Omaha Hi-Lo Split. Quattro anni prima aveva chiuso il Main Event delle WSOP 2000 al 10º posto, nonostante fosse all'ottavo mese di gravidanza. Nel 2004 è stata la vincitrice della prima edizione del World Series of Poker Tournament of Champions. Nel 2010 ha conquistato il National Heads-Up Poker Championship, battendo in finale Erik Seidel. La Duke ha più volte preso parte al Poker After Dark, senza riuscire a vincere.
Al 2011 vanta complessivamente 38 piazzamenti a premi WSOP, ed un ammontare di vincite in tornei superiore ai 4.000.000 di dollari, di cui oltre 1.000.000 conseguito alle WSOP. Figura al primo posto tra le giocatrici con il maggior numero di piazzamenti a premi WSOP. Attivista filantropa, è l'ideatrice - insieme con Don Cheadle e Norman Epstein - dell'annuale Ante Up for Africa, un torneo benefico destinato alle celebrità.